# ロームルスとレムス

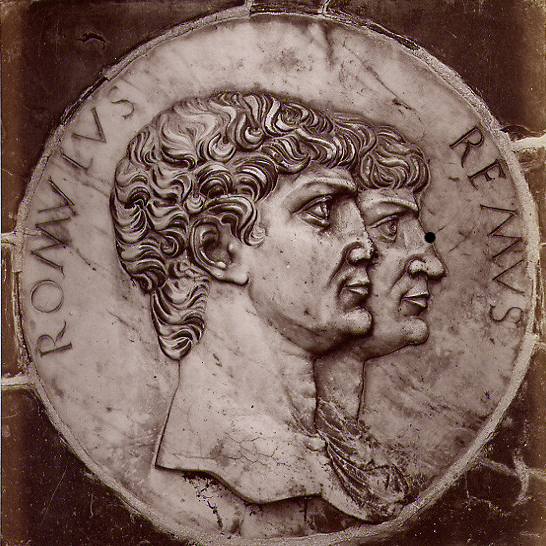
ロムルスとレムス

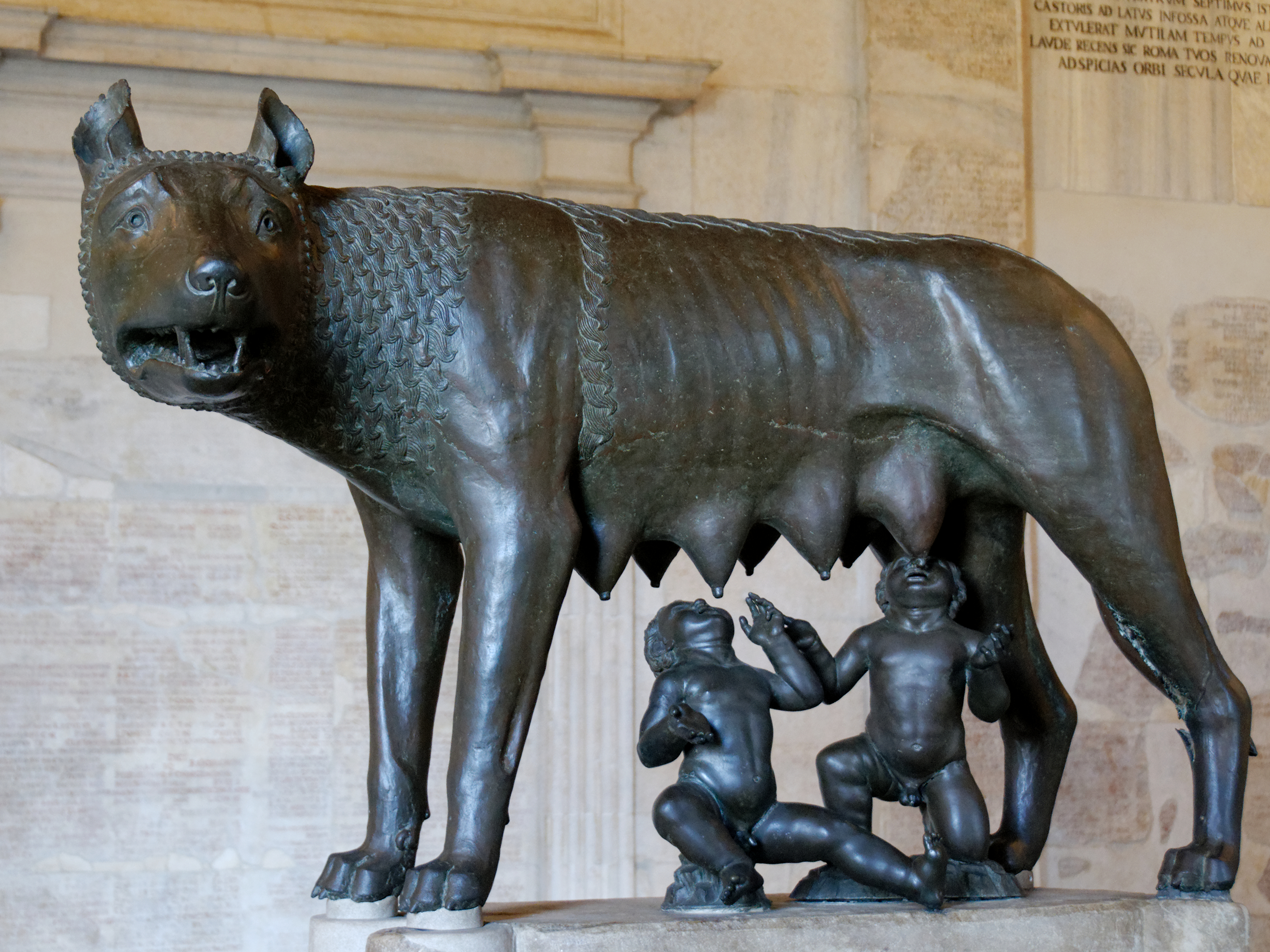
狼の乳を吸うロムルスとレムスの像

ロムルス (Romulus) とレムス (Remus) は、ローマの建国神話に登場する双子の兄弟で、ローマの建設者。
ローマ市は紀元前753年4月21日にこの双子の兄弟によって建設されたと伝えられている。
この双子は、軍神マルスとレア・シルウィア（アルバ・ロンガ=ラティウム王ヌミトルの娘）の間に生まれたとされている。王の末弟のアムリウスは王位を奪っていたが、兄の孫である双子の復讐を恐れて、双子をテヴェレ川に捨てた。しかし、双子は狼によって育てられた。やがて、羊飼い夫婦に引き取られ立派に成人する。その後、祖父の軍隊に山賊と間違えられてとらえられ尋問されるうちに孫と判明する。間もなく兄弟は反逆者の大叔父を殺し、祖父を復位させた。兄弟は、自分たちが捨てられた地に都市を建設しようと決めた。兄弟のうちのどちらが建設者になるかを鳥占いで決めることになり、兄のロムルスに軍配が上がり、羊の守護の女神パレスを讃えるパリリア(Parilia)祭の日（4月21日）新しい町（Roma quadrata）の城壁を築くために線を引き始めた。その時に弟のレムスが怒り兄をあざけったので、兄弟の間で戦いが起こり、弟が兄に殺されてしまった。弟を立派に埋葬した兄ロムルスは、町に多くの人を住まわせた。彼は40年間統治し、雲の中へ消えていった。
このローマ建設伝説は、紀元前3世紀にはすでに存在していたと伝えられている。紀元前296年に牝オオカミの乳を飲む双子の兄弟の像が献上され、同269年製造のローマ貨幣の表裏にオオカミと双子像の同じ場面が刻印されている。。
ロムルス双子の兄。伝説上のローマ建国の王。詳細はロムルスを参照。
レムス双子の弟。詳細はレムスを参照。